# Albertów (powiat pabianicki)
Albertów – wieś w Polsce położona w województwie łódzkim, w powiecie pabianickim, w gminie Lutomiersk.
Przez wieś prowadzi droga ziemna. Od 2012 dojazd do wsi drogą asfaltową. Miejscowość położona jest na Wysoczyźnie Łaskiej. Od przystanku tramwajowego Kazimierz łódzkiej linii nr 43 dojście pieszo w 45 minut do centrum wsi. Przez wieś prowadzi szlak konny - połączenie z pobliską stadniną.
W latach 1975–1998 miejscowość należała administracyjnie do województwa sieradzkiego.